# Роиг де Леучсенринг, Эмилио
Эмилио Роиг де Леучсенринг (исп. Emilio Roig де Leuchsenring) (23 августа 1889 года, Гавана — 8 августа 1964 года, Гавана) — кубинский историк, первый историк города Гаваны.

## Биография
Эмилио Роиг де Леучсенринг (немецкая фамилия Лойхсенринг) родился 23 августа 1889 года в Гаване.

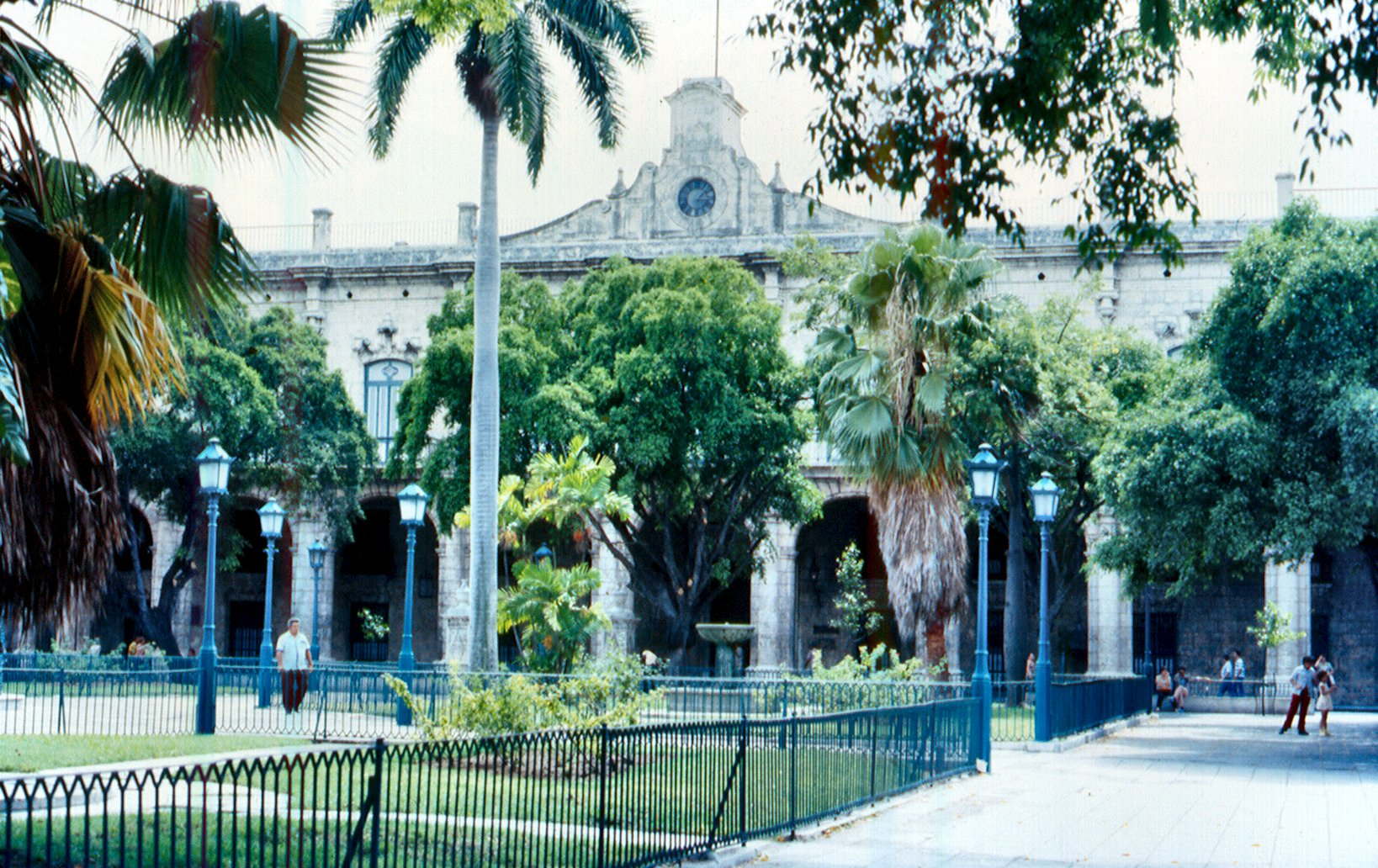
Исторический музей Гаваны. Бывший дворец губернатора

В 1917 году окончил Гаванский университет, получил степень доктора гражданского права и нотариуса. В 1905 году пришёл в журналистику, был редактором литературно-общественных журналов «Social» и «Cuba contemporanea». Э. Роиг де Леучсенринг был инициатором и активным участником многих культурных мероприятий, оставивших глубокий след в истории национально-освободительной борьбы кубинского народа.

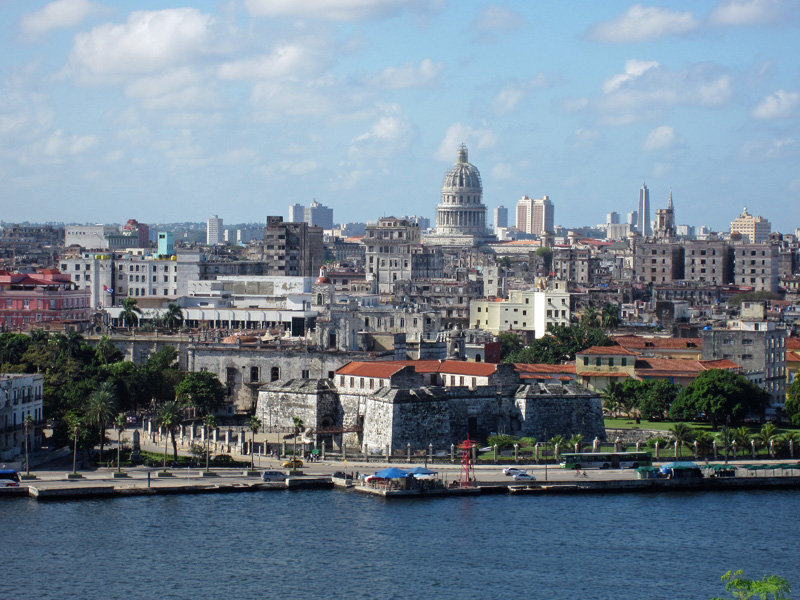
Старая Гавана

Роиг де Леучсенринг был членом национальных и международных журналистских ассоциаций.

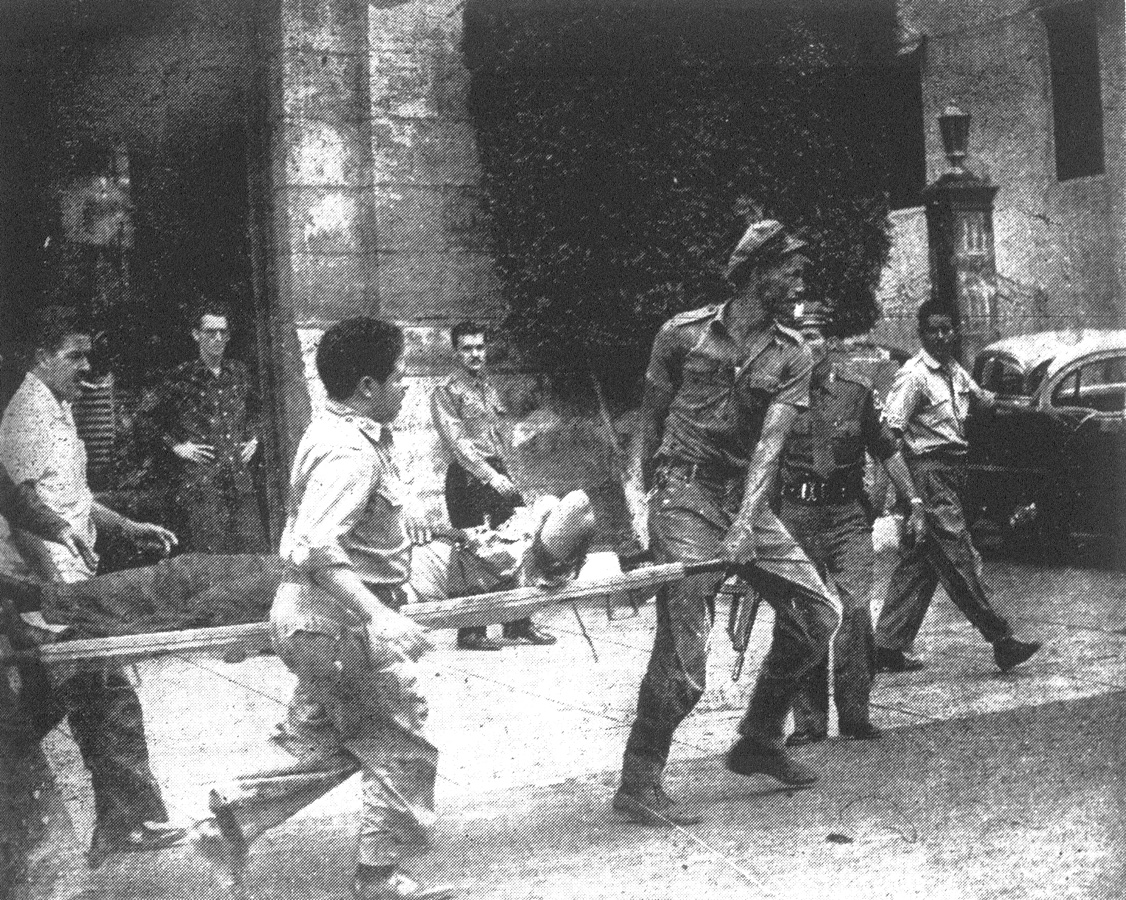
Нападение на президентский дворец, организованный Студенческим директоратом. Гавана.1957 г.

Он публично присоединился к Протесту Тринадцати в Академии наук и к Кубанской фаланге боевых действий (Falange de Acción Cubana).
Его фирма была местом встречи «Grupo Minorista» (Группа меньшинства). В 1924 году Хорхе Маньяк считал его лидером «минористов»- деятелей прогрессивной интеллигенции, выступавших с антиимпериалистических позиций. Он был летописцем этого возрождающегося движения.
Роиг де Леучсеринг участвовал в свержении диктатуры Мачадо. Его труды в значительной степени способствовали успеху в борьбе за свержение диктатуры Батисты.
В 1935 году он был назначен «историком города Гаваны» и занимал эту должность до конца жизни.
В 1940 году основал Кубинское общество по изучению истории и международных отношений, которое в 1942—1960 годы периодически проводило национальные конгрессы историков. Роиг де Леучсенринг — автор сотен книг и статей. Его труды носят глубоко национальный характер, способствовали развитию исторической науки на Кубе. Главная тема их — обличение политики порабощения, эксплуатации и насилия, проводившейся США на Кубе и в других странах Карибского бассейна. Он показал, что независимость Кубы завоевана вопреки, а не благодаря политике США, как это утверждали в своих работах некоторые американские историки (например, Ф. Чедуик, Р. Дейвис, Робинсон и др.), стремясь доказать, что США выполняли на Кубе «освободительную миссию».
Рои де Леучсенринг не был марксистом. Но его всегда связывала тесная дружба со многими видными деятелями коммунистического движения на Кубе. Победу революции ученый встретил с энтузиазмом и отдал ей все свои творческие силы. После Революции 1959 года и вплоть до его кончины ежегодно выходило несколько новых его книг.
Учёный всегда жил в мире книг, его дом был похож на богатое книгохранилище. Он был основателем и руководителем Муниципальной библиотеки и Исторического музея города Гаваны. Леучсенринг никогда не был кабинетным учёным, а прежде всего трибуном.
После революции 1959 года учёный ежедневно выступал перед трудящимися, бойцами Повстанческой армии и студентами с пламенными речами в защиту революции, с осуждением политики США в отношении Кубы. В результате такой активной деятельности 70-летний ученый лишился голоса и серьезно занемог. Но, даже будучи тяжело больным, он не прерывал своей работы.
Скончался учёный 8 августа 1964 года в Гаване.

## Труды
- Historia de la Enmienda Platt.

- Una interpretación de la realidad cubana (1935)

- Cuba no debe su independencia a los Estados Unidos (1950)

- Martí antimperialista (1953).

- La Guerra Hispano Cubano Americana fue ganada por el lugarteniente general del Ejército Libertador Calixto García Iñiguez (1955)

- La iglesia católica y la Independencia de Cuba(1958)

- Máximo Gómez, el libertador de Cuba y el primer ciudadano de la República (1959)

- Los Estados Unidos contra Cuba libre, t. 1-4, La Habana, 1959;

- Hostilidad permanente de los Estados Unidos contra la independencia de Cuba (1960)

- Historia de la enmienda Platt, 2 ed., t. 1-2, La Habana, 1961;

- Cuba no debe su independencie a los Estados Unidos, 4 ed., La Habana, 1961;

- Tradición antimperialista de nuestra Historia (1962)

- Los Estados Unidos contra Cuba republicana, t. 1-2, La Habana, 1960; в рус. пер.: X. Марти — антиимпериалист, M., 1962.